# Carleson-Maß
In der Mathematik ist ein Carleson-Maß eine Art von Maß auf Teilmengen des {\displaystyle n}-dimensionalen euklidischen Raums {\displaystyle \mathbb {R} ^{n}}. Grob gesagt ist ein Carleson-Maß auf einem Gebiet {\displaystyle \Omega } ein Maß, das am Rand von {\displaystyle \Omega } nicht verschwindet, wenn man es mit dem Oberflächenmaß am Rand von {\displaystyle \Omega } vergleicht.
Carleson-Maße finden in der harmonischen Analysis und der Theorie der partiellen Differentialgleichungen zahlreiche Anwendungen, beispielsweise bei der Lösung von Dirichlet-Problemen mit „rauem“ Rand. Die Carleson-Bedingung ist eng mit der Beschränktheit des Poisson-Operators verbunden. Carleson-Maße sind nach dem schwedischen Mathematiker Lennart Carleson benannt.

## Definition
Sei {\displaystyle n\in \mathbb {N} } und sei {\displaystyle \Omega \subset \mathbb {R} ^{n}} eine offene (und damit messbare) Menge mit nichtleerem Rand {\displaystyle \partial \Omega }. Sei μ ein Borel-Maß auf {\displaystyle \Omega }, und bezeichne {\displaystyle \sigma } das Oberflächenmaß auf {\displaystyle \partial \Omega }. Das Maß {\displaystyle \mu } ist ein Carleson-Maß, wenn es eine Konstante {\displaystyle C>0} gibt, so dass für jeden Punkt {\displaystyle p\in \partial \Omega } und jeden Radius {\displaystyle r>0},
{\displaystyle \mu \left(\Omega \cap \mathbb {B} _{r}(p)\right)\leq C\sigma \left(\partial \Omega \cap \mathbb {B} _{r}(p)\right)}
gilt, wobei
{\displaystyle \mathbb {B} _{r}(p):=\left\{x\in \mathbb {R} ^{n}\left|\|x-p\|_{\mathbb {R} ^{n}}<r\right.\right\}}
die offenen Kugel mit Radius {\displaystyle r} um {\displaystyle p} bezeichnet.

## Satz von Carleson für den Poisson-Operator
Sei {\displaystyle D} die Einheitskreisscheibe in der komplexen Ebene {\displaystyle \mathbb {C} }, ausgestattet mit einem Borel-Maß {\displaystyle \mu }. Für {\displaystyle 1\leq p<\infty } sei {\displaystyle H^{p}\partial \Omega } der Hardy-Raum auf dem Rand von {\displaystyle D} und {\displaystyle L^{p}(D,\mu )} der Lp-Raum auf {\displaystyle D} für das Maß {\displaystyle \mu }. Der Poisson-Operator
{\displaystyle P\colon H^{p}(\partial D)\to L^{p}(D,\mu )}
ist definiert durch
{\displaystyle P(f)(z)={\frac {1}{2\pi }}\int _{0}^{2\pi }\mathrm {Re} {\frac {e^{it}+z}{e^{it}-z}}f(e^{it})\,\mathrm {d} t}.
Dann ist der lineare Operator {\displaystyle P} ein beschränkter Operator dann und nur dann, wenn das Maß {\displaystyle \mu } ein Carleson-Maß ist.

## Carleson-Norm und verschwindende Carleson-Bedingung
Das Infimum der Menge der Konstanten C > 0, für welche die Carlson-Bedingung
{\displaystyle \forall r>0,\forall p\in \partial \Omega ,\mu \left(\Omega \cap \mathbb {B} _{r}(p)\right)\leq C\sigma \left(\partial \Omega \cap \mathbb {B} _{r}(p)\right)}
erfüllt ist, bezeichnen wir die Carleson-Norm des Maßes {\displaystyle \mu }.
Wenn C(R) durch das Infimum der Menge von allen Konstanten C > 0, für welche die eingeschränkte Carlson-Bedingung
{\displaystyle \forall r\in (0,R),\forall p\in \partial \Omega ,\mu \left(\Omega \cap \mathbb {B} _{r}(p)\right)\leq C\sigma \left(\partial \Omega \cap \mathbb {B} _{r}(p)\right)}
erfüllt ist, dann sagen wir, dass das Maß μ die verschwindende Carleson-Bedingung erfüllt, wenn C(R) → 0 für R → 0.